# Hendrik Pyttersen Tzn.
Hendrik Pyttersen Tjeerdzoon (Nijehaske, 24 mei 1845 - Arnhem, 10 september 1919) was een Nederlands politicus.
Pyttersen was een Friese liberale predikantszoon die in 1891 via het rode district Schoterland in de Tweede Kamer kwam. Voor hij de politiek in ging was hij boekhandelaar en uitgever in Sneek (onder meer uitgever van Pyttersen's Nederlandse Almanak). Als Kamerlid was hij pleitbezorger van betere arbeidsomstandigheden. Hij diende een initiatiefvoorstel in over verbetering van de arbeidstoestanden in bakkerijen. Leidde in 1896-1897 de Club-Pyttersen van vooruitstrevende liberalen die steun gaven aan de Kieswet van Van Houten, hoewel die geen algemeen mannenkiesrecht bracht.
- Biografisch Portaal: 67735225
- Parlement.com: vg09ll57egtk
- Système universitaire de documentation: 13694101X
- Virtual International Authority File: 291700784